# Schliepershäuschen (Dönberg)
Schliepershäuschen ist ein Wohnplatz im Norden der bergischen Großstadt Wuppertal.

## Lage und Beschreibung
Der Wohnplatz liegt im Norden des Wohnquartiers Dönberg im Stadtbezirk Uellendahl-Katernberg an der Landesstraße 433 (hier Horather Straße genannt) auf einer Höhe von 297 m ü. NHN. Bei der Ortslage zweigt der Winterberger Weg von der Horather Straße ab.
Der Name Schliepershäuschen ist für diese Ortslage mehrheitlich nicht mehr im Bewusstsein der Bevölkerung vorhanden. Der Wohnplatz und die unmittelbar benachbarte Ortslage Winterberg, mit dem Schliepershäuschen bereits im 19. Jahrhundert zu einem Ortsbereich zusammenwuchs, sind heute in der Wohnbebauung Dönbergs aufgegangen.
Weitere benachbarte Orte sind neben Dönberg die Wohnplätze und Hofschaften Handweiser, Krüppershaus, Steinenpitter, Danzberg, Weißenibach,  Am Brass, Strauch, Grades, Jungenholz, Engelshaus, Stürmann, Schell, Franzdelle und Kloppwamms.
In der lokalen Mundart wurde der Ort auch als Schliepershüsken (= Häuschen des Schleifers) bezeichnet.

## Geschichte
Im 19. Jahrhundert gehörte Schliepershäuschen zu den Ortschaften der Bauerschaft und der Kirchengemeinde Dönberg in der Bürgermeisterei Hardenberg, die 1935 in Neviges umbenannt wurde. Damit gehörte es von 1816 bis 1861 zum Kreis Elberfeld und ab 1861 zum alten Kreis Mettmann. 
Der Ort ist auf der Gemeinde Charte des Parzellar Katasters der Bürgermeisterei Hardenberg von 1815/16 als am Schliepershäusgen neben dem benachbarten Winterberg eingezeichnet. Die  Topographischen Aufnahme der Rheinlande von 1824 bezeichnet den Doppelort als Schliepershaus und die Preußische Uraufnahme von 1843 als Winterberg. Auf Messtischblättern bis Mitte des 20. Jahrhunderts ist der Doppelort als Winterberg beschriftet.
Im Gemeindelexikon für die Provinz Rheinland von 1888 werden ein Wohnhaus mit zwei Einwohnern angegeben. Der Ort wird dort Schliepershäuschen genannt.
Mit der Kommunalreform von 1929 wurde der südliche Teil von Dönberg abgespalten und mit weiteren, außerhalb von Dönberg liegenden Nevigeser Ortschaften in die neu gegründete Stadt Wuppertal eingemeindet, der Rest Dönbergs mit Schliepershäuschen verblieb zunächst bei Neviges. Durch die nordrhein-westfälische Gebietsreform kam Neviges mit Beginn des Jahres 1975 zur Stadt Velbert und das restliche Dönberg wurde ebenfalls in Wuppertal eingemeindet.